# Томпсон (село)
Томпсон (болг. Томпсън) — село в Болгарии. Находится в Софийской области, входит в общину Своге. Население составляет 844 человека. Названо в честь британского майора Френка Томпсона, героя болгарского партизанского движения Второй мировой войны.

## Политическая ситуация
В местном кметстве Томпсын, в состав которого входит Томпсын, должность кмета (старосты) исполняет Кирил  Бориславов Цветанов (коалиция в составе 4 партий: Евророма, Национальное движение «Симеон Второй» (НДСВ), Политический клуб «Экогласность», Болгарская социалистическая партия (БСП)) по результатам выборов правления кметства.
Кмет (мэр) общины Своге — Емил Цветанов Атанасов (Болгарская социалистическая партия (БСП), Национальное движение «Симеон Второй» (НДСВ), «ЛИДЕР», Зелёные, Политический клуб «Экогласность», Евророма) по результатам выборов в правление общины.